# Tomografia de processo
A tomografia até o final dos anos 70 (século XX) era um processo usado na medicina para diagnóstico de doenças. Em meados de 80, a aplicação da tomografia passou a área industrial. Desde então, é aplicada no controle e monitoramento de processos industriais conhecida como Tomografia de Processos Industriais ou simplesmente Tomografia de Processos. Quando a Universidade de Manchester (University of Manchester Institute of Science and Technology - UMIST) desenvolveu um sistema de tomografia baseado em sensores de capacitância com aplicação na indústria petrolífera, gerou um grande avanço para a tomografia de processos.